# 關山月美術館

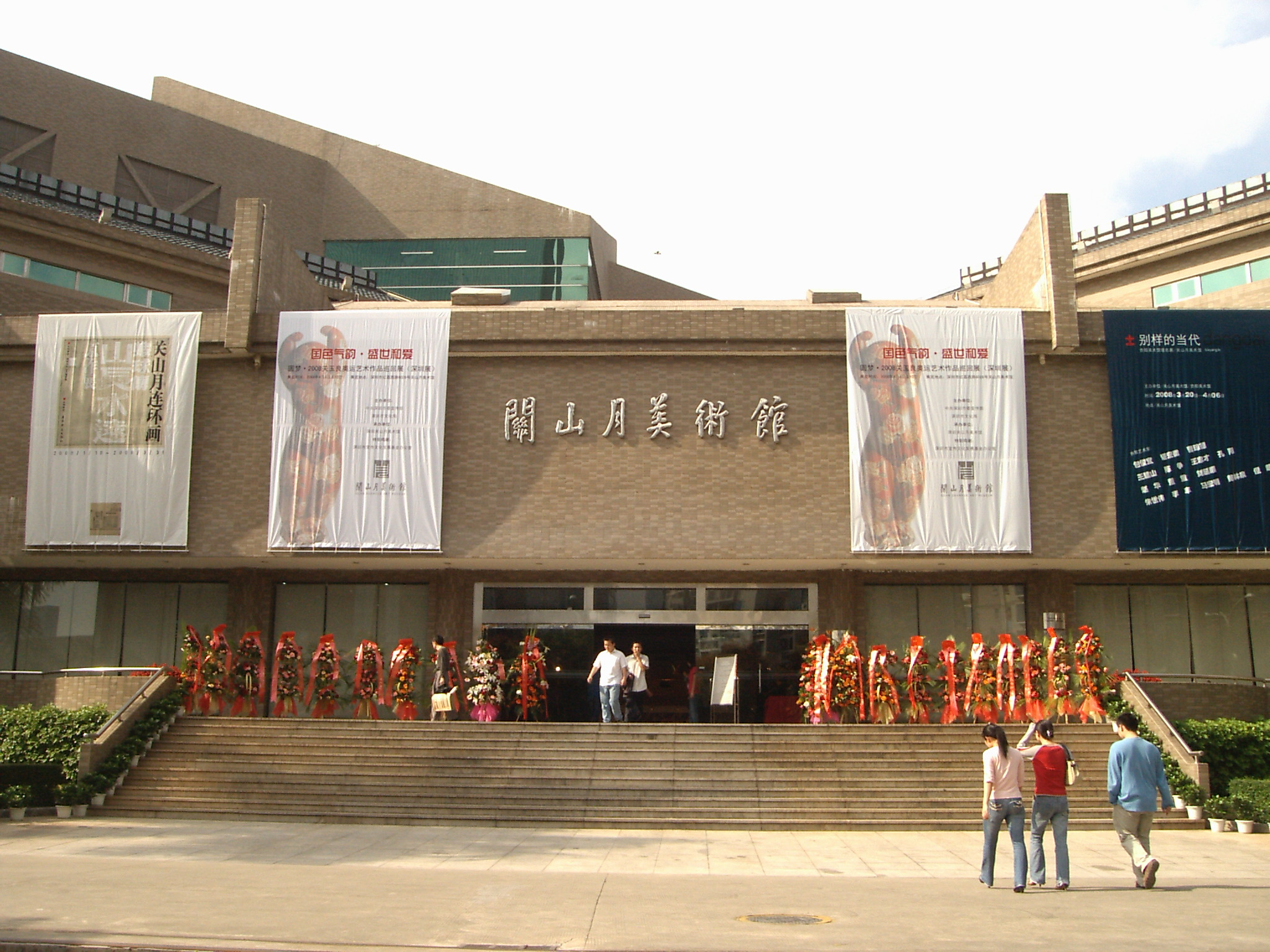
关山月美术馆

關山月美術館，位于中國廣東省深圳市福田區紅荔路，蓮花山腳下。属于国家重点美术馆。

## 历史
1997年6月正式对外开放，主要收藏与陳列關山月先生及其同時代的美術作品，兼顧各種國內外現當代藝術。。
2011年1月11日中华人民共和国文化部公布第一批国家重点美术馆，一共总计9家，关山月美术馆排在第7位。
2022年4月2日，中华人民共和国文化和旅游部发布了2022年度国家美术作品收藏和捐赠奖励项目名单，共十个项目，由关山月美术馆主办的林丰俗作品捐赠收藏项目入选 。

## 外部連結
- 關山月美術館 （页面存档备份，存于）（官方網站）
- 關山月美術館 （页面存档备份，存于）（新華網）

22°33′07″N 114°03′32″E / 22.5519°N 114.0589°E